# MTV Flux
MTV Flux foi um canal de televisão com cobertura no Reino Unido e na Irlanda. A marca começou como um site no dia 1º de agosto de 2006 e foi lançado como canal em 6 de setembro de 2006, substituindo o VH2. Em 2007 uma versão do canal foi lançada no Japão, sendo batizado como Flux.
Ao contrário do VH2, que se concentrava principalmente em rock indie, o MTV Flux transmitiu uma gama mais ampla de música e programação relacionada à música, com estilos que vão desde sucessos atuais das paradas a canções clássicas de pop/rock. A ideia do canal era dar controle aos telespectadores, permitindo o envio de videoclipes para o site, que poderiam ser exibidos no canal de TV se aprovado pela comunidade online.

## Website
O site MTV Flux permitia que os usuários criassem uma página da web exclusiva no estilo de sites de redes sociais como o MySpace. A página também permitia aos usuários criarem avatares e fazer upload de fotos e vídeos.

## Encerramento
Em 21 de janeiro de 2008, a AGB Nielsen Media Research anunciou para os assinantes do BARB que o MTV Flux seria rebatizado como MTV One +1 em 1 de fevereiro de 2008. O MTV Flux terminou às 6h da manhã com o lançamento do MTV One +1 às 12h do mesmo dia.